# El Hadi Belameiri
El Hadi Belameiri, né le 24 avril 1991 à Florange en France, est un footballeur franco-algérien évoluant au poste de milieu offensif au ES Fameck

## Biographie
Avec le club de l'ES Sétif, il remporte la Ligue des champions africaine en 2014. Lors de cette compétition, il inscrit un total de 6 buts. Il dispute ensuite la Coupe du monde des clubs 2014 organisée au Maroc.

## Statistiques
| Saison                | Club                  | Championnat           | Championnat | Championnat | Coupe(s) nationale(s) | Coupe(s) nationale(s) | Supercoupe | Supercoupe | Compétition(s) continentale(s) | Compétition(s) continentale(s) | Compétition(s) continentale(s) | Autres compétitions | Autres compétitions | Autres compétitions | Total | Total |
| Saison                | Club                  | Division              | M.          | B.          | M.                    | B.                    | M.         | B.         | Comp.                          | M.                             | B.                             | Comp.               | M.                  | B.                  | M.    | B.    |
| 2009-2010             | CSO Amnéville         | 4                     | 11          | 0           | 0                     | 0                     | -          | -          | -                              | -                              | -                              | -                   | -                   | -                   | 11    | 0     |
| 2010-2011             | CSO Amnéville         | 4                     | 10          | 4           | 0                     | 0                     | -          | -          | -                              | -                              | -                              | -                   | -                   | -                   | 10    | 4     |
| 2011-2012             | CSO Amnéville         | 4                     | 22          | 6           | 1                     | 0                     | -          | -          | -                              | -                              | -                              | -                   | -                   | -                   | 23    | 6     |
| 2012-2013             | CSO Amnéville         | 4                     | 26          | 10          | 1                     | 1                     | -          | -          | -                              | -                              | -                              | -                   | -                   | -                   | 27    | 11    |
| 2013-2014             | ES Sétif              | 1                     | 21          | 2           | 2                     | 0                     | 1          | 0          | C1                             | 4                              | 3                              | -                   | -                   | -                   | 28    | 5     |
| 2014-2015             | ES Sétif              | 1                     | 21          | 2           | 2                     | 0                     | -          | -          | C1+C1                          | 10+3                           | 3+1                            | CMC+SC              | 2+1                 | 0+0                 | 39    | 6     |
| 2015-2016             | ES Sétif              | 1                     | 16          | 1           | 1                     | 0                     | 1          | 1          | C1                             | 4                              | 0                              | -                   | -                   | -                   | 22    | 2     |
| 2016-2017             | CS Constantine        | 1                     | 23          | 5           | 2                     | 2                     | -          | -          | -                              | -                              | -                              | -                   | -                   | -                   | 25    | 7     |
| 2017-2018             | CS Constantine        | 1                     | 2           | 2           | 0                     | 0                     | -          | -          | -                              | -                              | -                              | -                   | -                   | -                   | 2     | 2     |
| Total sur la carrière | Total sur la carrière | Total sur la carrière | 152         | 32          | 9                     | 3                     | 2          | 1          | -                              | 21                             | 7                              | -                   | 3                   | 0                   | 187   | 43    |

## Palmarès
- Champion d'Algérie en 2015 avec l'ES Sétif et en 2018 avec le CS Constantine.
- Vainqueur de la Ligue des champions de la CAF en 2014 avec l'ES Sétif.
- Vainqueur de la Supercoupe de la CAF en 2015 avec l'ES Sétif.

- Vainqueur de la Supercoupe de la CAF en 2015 avec l'ES Sétif.